# Cristòfol Soler i Cladera
Cristòfol Soler i Cladera (Inca, 26 de desembre de 1956) fou el president del Govern de les Illes Balears des del juliol del 1995 al maig de 1996, sota les sigles del Partit Popular. Fou obligat a dimitir pel seu propi grup parlamentari, que llavors decidí nomenar Jaume Matas com a nou president. Entre 1991 i 1995 fou el president del Parlament de les Illes Balears. També realitza la seva tasca al Centre Balears Europa. L'1 de setembre de 2014 es donà de baixa del PP. L'abril de 2015 va ser nomenat president de l'Assemblea Sobiranista de Mallorca (ASM), decisió presa com a reacció davant l'actitud del president de les Illes Balears, José Ramón Bauzá, davant la llengua i cultura de les Illes Balears.

## Solerisme
El solerisme va ser una facció interna del PP balear apareguda entre 1995 i 1996 que seguia la línia del president del govern Cristòfol Soler. Soler accedí a la presidència del Govern Balear el juliol de 1995, després que Gabriel Cañellas fos forçat a dimitir pel cas Túnel de Sóller. En un primer moment seguí les tesis del canyellisme tot i que amb el temps es mostrà més sensible que els seus antecessors en qüestions lingüístiques i mediambientals, així com dialogant amb l'oposició i la societat civil.
Aquest gir l'enfrontà amb bona part del seu partit, com també amb Cañellas. Al maig de 1996 l'expresident, mitjançant l'aliança amb el sector vergerista, retiraren la confiança del grup parlamentari a Soler i aquest hagué de dimitir. Llavors el PP impulsà la candidatura de Jaume Matas a la presidència del govern, però tot i així Matas va ser elegit en segona votació per l'oposició de dos diputats soleristes del Parlament de les Illes Balears. Entre els soleristes més destacats hi havia el mateix Soler, Joana Aina Vidal Burguera i Joan Marí Tur.

## Baixa del PP
L'1 de setembre de 2014 es donà de baixa del PP per l'actuació de direcció autonòmica del partit liderada per José Ramón Bauzà Díaz. Va entregar una carta de renúncia, que va entregar en mà al president de la junta local d'Inca del partit, Rafel Torres Gómez. Cità, concretament, el "menyspreu" als elements identitaris del país i la falta de voluntat dins el partit per redreçar aquestes polítiques. En la missiva, l'expresident considerà que eren moltes les qüestions i els pronunciaments de la llavors direcció autonòmica del partit que li produïen "una incomoditat cada vegada més evident". Soler feu en l'escrit un balanç molt crític de l'actuació del partit i del Govern Balear, i considerà que en els últims anys s'havia caracteritzat per "un enfrontament acarnissat" envers la cultura, la llengua "i, en general, un menyspreu als elements identitaris" del país. "Elements importantíssims per al nostre poble […] que si no es respecten deixen sense sentit el nostre autogovern", insisteix l'escrit. "A hores d'ara no crec que internament hi hagi voluntat de redreçar aquestes polítiques, per la qual cosa consider inevitable sol·licitar la meva baixa com a afiliat com més aviat millor".
El 20 d'agost de 2014 ja escrigué al seu compte de Twitter "Jo em deman, durant l'ominosa legislatura de Matas 2003/07, es va contractar alguna obra o esdeveniment ajustat a Dret i segons les normes?", després d'apareixer el Cas Son Espases a la llum pública.